# Cystomastacoides coxalis
Cystomastacoides coxalis är en stekelart som beskrevs av Chen och He 1997. Cystomastacoides coxalis ingår i släktet Cystomastacoides och familjen bracksteklar. Inga underarter finns listade i Catalogue of Life.